# Luke Kirby (Schauspieler)

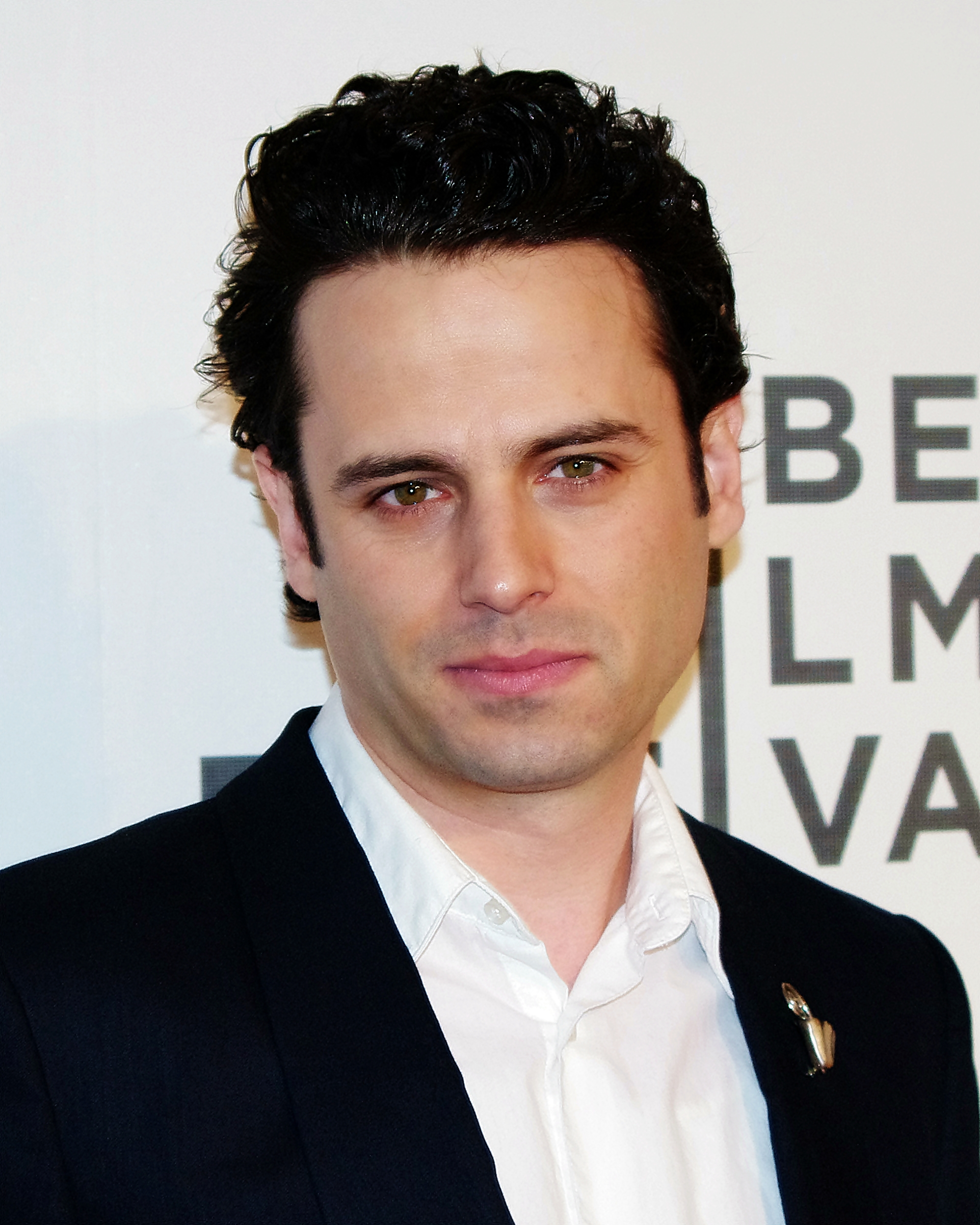
Luke Kirby (2012)

Luke Kirby (* 29. Juni 1978 in Hamilton, Ontario) ist ein kanadischer Schauspieler.

## Leben und Leistungen
Kirbys Eltern waren US-amerikanische Hippies, die im Jahr 1974 von New York City nach Kanada zogen. Er studierte an der National Theatre School of Canada in Montreal. Der Schauspieler debütierte an der Seite von Piper Perabo und Mischa Barton im Filmdrama Lost and Delirious aus dem Jahr 2001. In der Komödie Mambo Italiano (2003) übernahm er die Hauptrolle eines homosexuellen italienischstämmigen Kanadiers. Für diese Rolle wurde er im Jahr 2004 für den Canadian Comedy Award nominiert.
In der Filmbiografie Shattered Glass (2003) war Kirby an der Seite von Hayden Christensen zu sehen. Für seine Auftritte in der Fernsehserie The Eleventh Hour und im Fernsehdrama Sex Traffic (2004) wurde er im Jahr 2005 in zwei Kategorien für den Gemini Award nominiert. In der Westernkomödie All Hat (2007) spielte er neben Rachael Leigh Cook eine der Hauptrollen. Von 2013 bis 2016 hatte er die Hauptrolle des Jon Stern in der vom Sundance Channel produzierten Fernsehserie Rectify inne. Für die Gastrolle des real existierenden Komikers Lenny Bruce in der Comedyserie The Marvelous Mrs. Maisel gewann er 2019 einen Emmy. In der Filmbiografie Ted Bundy: No Man of God war er an der Seite von Elijah Wood, der den FBI-Analysten Bill Hagmaier verkörpert, als der Serienkiller Ted Bundy zu sehen.

## Filmografie (Auswahl)
- 2001: Lost and Delirious
- 2001: Haven
- 2002: Halloween: Resurrection
- 2003: Mambo Italiano
- 2003: Shattered Glass
- 2003–2005: Slings and Arrows (Fernsehserie)
- 2004: Window Theory
- 2004: The Human Kazoo (Kurzfilm)
- 2004: Sex Traffic
- 2005: Das größte Spiel seines Lebens (The Greatest Game Ever Played)
- 2007: All Hat
- 2007: Tell Me You Love Me (Fernsehserie)
- 2007: The Stone Angel
- 2009: (K)ein bisschen schwanger (Labor Pains)
- 2011: Take This Waltz
- 2012: Elementary (Fernsehserie, Episode 1x4)
- 2012: Der Samariter – Tödliches Finale (The Samaritan)
- 2012, 2014: Republic of Doyle – Einsatz für zwei (Republic of Doyle, Fernsehserie, 2 Folgen)
- 2013: Person of Interest (Fernsehserie, Episode 2x11 2πR)
- 2013–2016: Rectify (Fernsehserie, 26 Episoden)
- 2015: The Astronaut Wives Club (Fernsehserie, 6 Episoden)
- 2015: Good Wife (Fernsehserie, 7x03, 1 Episode)
- 2017: Bailey – Ein Freund fürs Leben (Bailey)
- 2017–2023: The Marvelous Mrs. Maisel (Fernsehserie)
- 2018: Little Woods
- 2018–2019: The Deuce (Fernsehserie, 16 Episoden)
- 2019: Glass
- 2019: Stadtgeschichten (Tales of the City, Fernsehserie, 2 Episoden)
- 2020: Percy
- 2020: Her Voice (Little Voice; Fernsehserie, 4 Episoden)
- 2021: Ted Bundy: No Man of God
- 2022: Panhandle – The Florida Detective (Panhandle, Fernsehserie)
- 2023: Boston Strangler
- 2023: Die dunkle Saat (Dark Harvest)
- 2024: Out of My Mind: Mit Worten kann ich fliegen (Out of My Mind)
- 2024: Turn Me On
- 2025: Étoile (Fernsehserie, 8 Episoden)